# Moritz von Sandizell

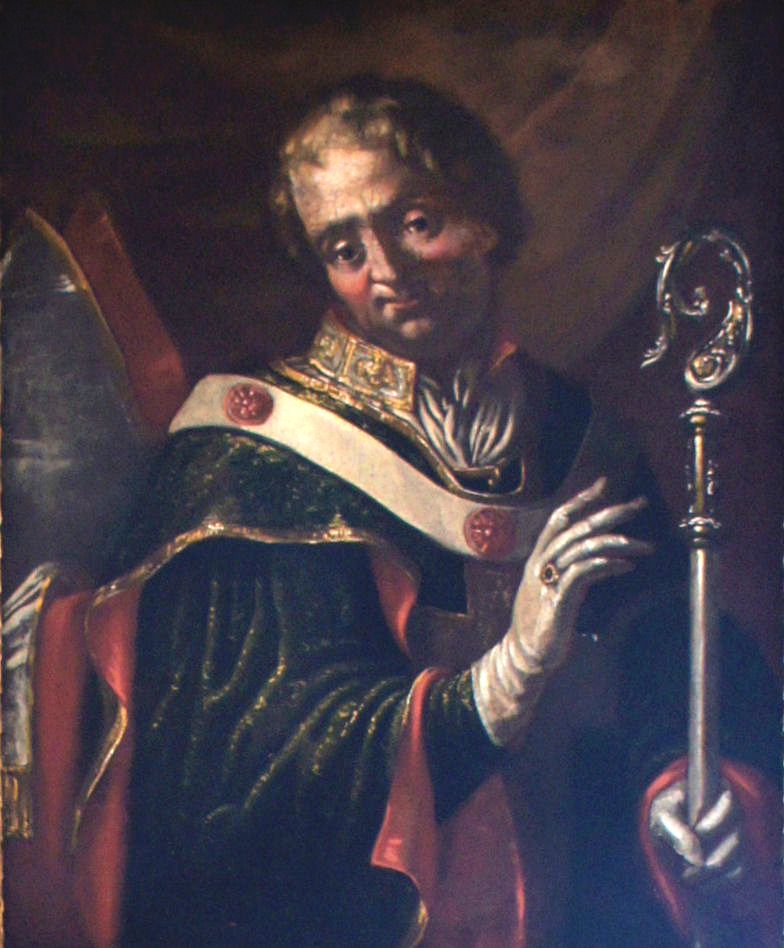
Moritz von Sandizell auf einem Gemälde im Fürstengang Freising

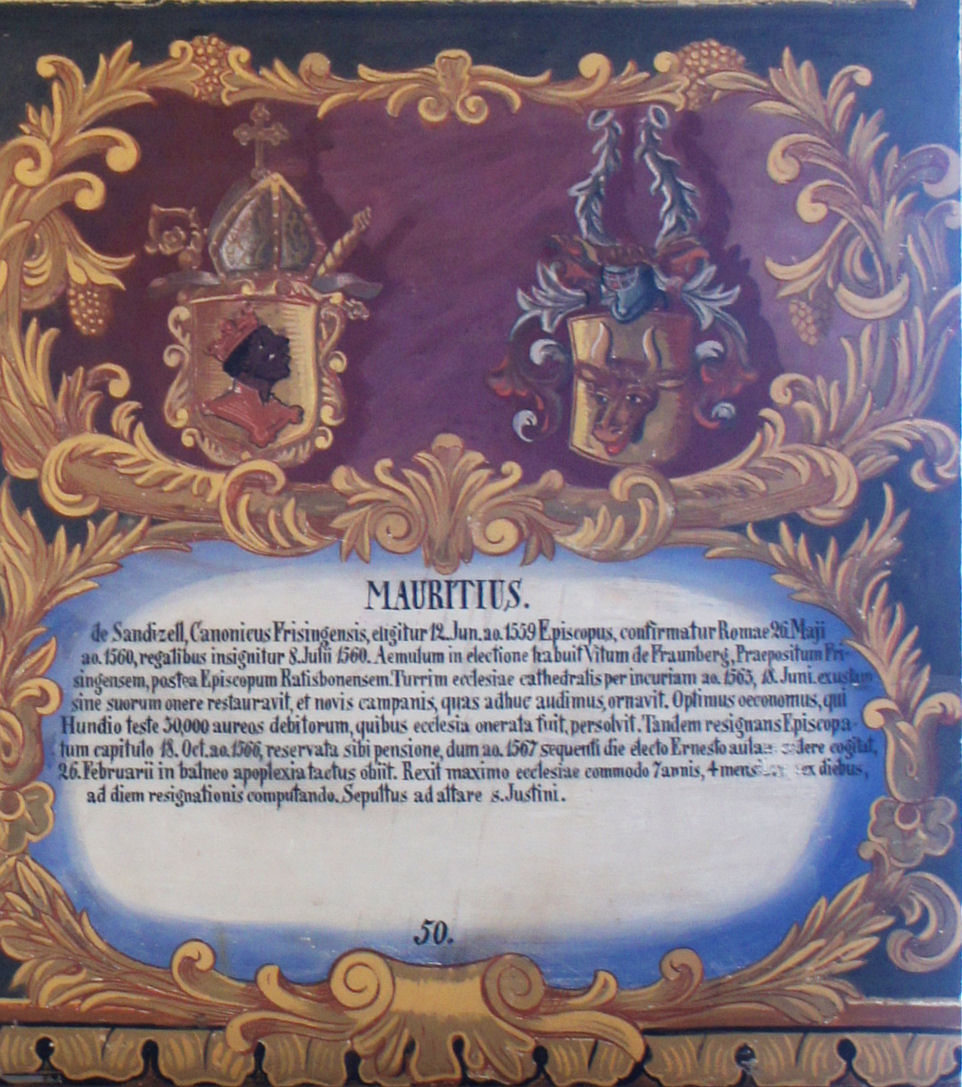
Wappentafel von Moritz von Sandizell im Fürstengang Freising

Moritz von Sandizell (* 1514; † 26. Februar 1567 in Freising) war Fürstbischof von Freising in den Jahren 1559 bis 1566.
Moritz wurde 1514 als Sohn von Sigmund von Sandizell-Edelshausen und Amalie, geborene von Weichs, auf dem Stammsitz der Familie im Wasserschloss Sandizell bei Schrobenhausen geboren. Moritz studierte ab 1529 zunächst an der Universität Ingolstadt, ehe er als Domherr 1532 Aufnahme in das Freisinger Domkapitel fand. 1546 wurde Moritz zum Domkapitular ernannt. Gleichzeitig war er bis 1555 Pfarrer von St. Peter in Velden an der Vils und von 1555 bis 1557 Pfarrer von St. Peter und Paul in Buch am Erlbach. Am 12. Juni 1559 wurde Moritz vom Domkapitel mit Unterstützung des bayerischen Herzogs Albrecht V. zum Bischof gewählt. Sein Gegenkandidat war der Domprobst Veit von Fraunberg, der 1563 Bischof von Regensburg wurde. Nach der päpstlichen Konfirmation wurde Moritz von Papst Pius IV. am 26. Mai 1560 konsekriert.
Er förderte die Gegenreformation in seinem Bistum. Die vom bayerischen Herzog angeregte staatliche Bistums-Visitation, Visitatio Bavarica, von 1560 konnte den Einfluss der Reformation in seinem Bistum endgültig zurückdrängen. Nach dem Brand am 15. Juni 1563 im Nordturm des Freisinger Domes stiftete Moritz die Freisinger Domglocken, das heutige Freisinger Geläut, das als weltgrößtes erhaltenes Geläut der Renaissancezeit gilt.
In seinen letzten Amtsjahren wehrte er sich gegen den strengen Gegenreformationskurs Herzogs Albrechts, worauf dieser ihm seine Gunst entzog und ihn zur Aufgabe seines Amtes zu Gunsten seines Sohnes Ernst von Bayern zwang. Moritz resignierte am 18. Oktober 1566.
Am 26. Februar 1567, einen Tag bevor Moritz die Residenz in Freising an Ernst von Bayern übergeben sollte, starb er an einem Schlaganfall.